# Llista de biblioteques de la província d'Alacant

## Alacantí
| Nom | Municipi                | Adreça | Foto               | Clica per a pujar foto                 |
| --- | ----------------------- | --- | ------------------ | -------------------------------------- |
| Biblioteca del Museu de la Teuleria - Centre Agost                                                                  | Agost                   | C/ Teulería, 11. 03698 Agost | [[Fitxer:\|100px]] | Clica ací per a carregar la teua image |
| Biblioteca Pública Municipal d'Agost                                                                                | Agost                   | Avinguda de Xixona, 2. 03698 Agost                                                                                                 | [[Fitxer:\|100px]] | Clica ací per a carregar la teua image |
| Agència de Lectura Municipal d'Aigües                                                                               | Aigües                  | c/ Pepe Vila, s/n. 03569 Aigües | [[Fitxer:\|100px]] | Clica ací per a carregar la teua image |
| Biblioteca del Centre de Formació, Innovació i Recursos Educatius (CEFIRE) d'Alacant                                | Alacant                 | c/ Jean Claude Combaldieu, s/n, Ciudad de la Luz. 03008 Alicante, c/ Jean Claude Combaldieu, s/n, Ciutat de la Llum. 03008 Alacant | [[Fitxer:\|100px]] | Clica ací per a carregar la teua image |
| Biblioteca del Col·legi Oficial de Treball Social d'Alacant                                                         | Alacant                 | c/ Pintor Murillo, 27 - 29, Entresuelo,03004 - Alicante, c/ Pintor Murillo, 27 - 29, Entresòl. 03004 - Alacant                     | [[Fitxer:\|100px]] | Clica ací per a carregar la teua image |
| Biblioteca del Museu Arqueològic d'Alacant                                                                          | Alacant                 | Plaza Doctor Gómez Ulla, s/n 03013 Alicante, Plaça Doctor Gómez Ulla, s/n 03013 Alacant                                            | [[Fitxer:\|100px]] | Clica ací per a carregar la teua image |
| Bibliteca de la Dona d'Alacant                                                                                      | Alacant                 | c/ Óscar Esplà, 33 - 35, Entresuelo. 03007 Alicante                                                                                | [[Fitxer:\|100px]] | Clica ací per a carregar la teua image |
| Biblieteca - Hemeroteca de l'Hospital General Universitari d'Alacant                                                | Alacant                 | c/ Pintor Baeza, s/n, Planta sótano, Torre A. Entrada principal junto al Salón de Actos. 03010 Alicante                            | [[Fitxer:\|100px]] | Clica ací per a carregar la teua image |
| Biblioteca Asociación Forque                                                                                        | Alacant                 | Avda. Benito Pérez Galdós, 40 - 44. 03004 Alacant                                                                                  | [[Fitxer:\|100px]] | Clica ací per a carregar la teua image |
| Biblioteca Aula Tercera Edat d'Alacant                                                                              | Alacant                 | c/ General Primo de Rivera, 14. 03002 Alicante                                                                                     | [[Fitxer:\|100px]] | Clica ací per a carregar la teua image |
| Biblioteca Auxiliar de l'Arxiu Històric Provincial d'Alacant                                                        | Alacant                 | c/ Guillén de Castro, 3. 03007 Alicante                                                                                            | [[Fitxer:\|100px]] | Clica ací per a carregar la teua image |
| Biblioteca del Centre Especialitzat d'Atenció als Majors - Parc Galícia                                             | Alacant                 | c/ Arzobispo Loaces, 26. 03003 Alicante                                                                                            | [[Fitxer:\|100px]] | Clica ací per a carregar la teua image |
| Biblioteca d'Aludium Alicante                                                                                       | Alacant                 | Avinguda d'Elx, 109. 03008 Alacant                                                                                                 | [[Fitxer:\|100px]] | Clica ací per a carregar la teua image |
| Biblioteca de la Audiència Provincial d'Alacant                                                                     | Alacant                 | Plz. del Ayuntamiento, s/n- 03002 Alicante                                                                                         | [[Fitxer:\|100px]] | Clica ací per a carregar la teua image |
| Biblioteca de la Delegació Provincial de l'Institut Nacional d'Estadística a Alacant                                | Alacant                 | c/ México, 20, Edificio Masamar. 03008 Alicante                                                                                    | [[Fitxer:\|100px]] | Clica ací per a carregar la teua image |
| Biblioteca de l'Escola Oficial d'Idiomes d'Alacant                                                                  | Alacant                 | c/ del Marqués de Molins, 56 - 58. 03004 Alacant                                                                                   | [[Fitxer:\|100px]] | Clica ací per a carregar la teua image |
| Biblioteca de la Organización Nacional de Ciegos - ONCE - Delegació Territorial d'Alacant                           | Alacant                 | Avda. Aguilera, 43. 03007 Alacant                                                                                                  | [[Fitxer:\|100px]] | Clica ací per a carregar la teua image |
| Biblioteca del Casino d'Alacant                                                                                     | Alacant                 | c/ Explanada de España, 16. Bajo. 03001 Alicante                                                                                   | [[Fitxer:\|100px]] | Clica ací per a carregar la teua image |
| Biblioteca del Centre Excursionista d'Alacant                                                                       | Alacant                 | c/ Olozaga, 3. 03012 Alicante | [[Fitxer:\|100px]] | Clica ací per a carregar la teua image |
| Biblioteca del Centre Gallec d'Alacant                                                                              | Alacant                 | c/ Jovellanos, 1. 03002 Alicante                                                                                                   | [[Fitxer:\|100px]] | Clica ací per a carregar la teua image |
| Biblioteca del Centre Penitenciari d'Alacant - Compliment                                                           | Alacant                 | Polígono Pla de Vallonga, s/n. 03113 Alicante                                                                                      | [[Fitxer:\|100px]] | Clica ací per a carregar la teua image |
| Biblioteca del Col·legi d'Enginyers Industrials de la Comunitat Valenciana - Demarcació d'Alacant                   | Alacant                 | C/ Pintor Murillo, 27. 03005 Alacant                                                                                               | [[Fitxer:\|100px]] | Clica ací per a carregar la teua image |
| Biblioteca del Col·legi Oficial d'Agents Comercials d'Alacant                                                       | Alacant                 | Avda. Pintor Xavier Soler, 6. 03015 Alacant                                                                                        | [[Fitxer:\|100px]] | Clica ací per a carregar la teua image |
| Biblioteca del Col·legi Oficial de Diplomats en Treball Social i Assistents Socials d'Alacant                       | Alacant                 | c/ General Elizaicin, 9. 03013 Alicante                                                                                            | [[Fitxer:\|100px]] | Clica ací per a carregar la teua image |
| Biblioteca del Col·legi Oficial d'Infermeria d'Alacant                                                              | Alacant                 | c/ Capitán Dema, 16, Esq. C/ Pardo Gimeno. 03007 Alicante                                                                          | [[Fitxer:\|100px]] | Clica ací per a carregar la teua image |
| Biblioteca del Col·legi Oficial de Farmacèutics d'Alacant                                                           | Alacant                 | c/ Jorge Juan, 8. 03002 Alicante                                                                                                   | [[Fitxer:\|100px]] | Clica ací per a carregar la teua image |
| Biblioteca del Col·legi Oficial de Graduats Socials d'Alacant                                                       | Alacant                 | c/ Serrano, 5, 1º B. 03003 Alacant                                                                                                 | [[Fitxer:\|100px]] | Clica ací per a carregar la teua image |
| Biblioteca del Col·legi Oficial d'Enginyers Tècnics Industrials d'Alacant                                           | Alacant                 | Avda. de la Estación, 5. 03003 Alicante                                                                                            | [[Fitxer:\|100px]] | Clica ací per a carregar la teua image |
| Biblioteca del Col·legi Territorial d'Arquitectes d'Alacant                                                         | Alacant                 | Plz. Gabriel Miró, 2. 03001 Alicante                                                                                               | [[Fitxer:\|100px]] | Clica ací per a carregar la teua image |
| Biblioteca del Deganat d'Alacant                                                                                    | Alacant                 | Avda. Aguilera, 53, Juzgados de Alicante. 03007 Alicante                                                                           | [[Fitxer:\|100px]] | Clica ací per a carregar la teua image |
| Biblioteca de l'Hospital Psiquiàtric Penitenciari d'Alacant                                                         | Alacant                 | Polígono Pla de la Vallonga, s/n. 03113 Alicante                                                                                   | [[Fitxer:\|100px]] | Clica ací per a carregar la teua image |
| Biblioteca del Il·lustre Col·legi Provincial de Advocats d'Alacant                                                  | Alacant                 | c/ Gravina , 4, 2º. 03002 Alicante                                                                                                 | [[Fitxer:\|100px]] | Clica ací per a carregar la teua image |
| Biblioteca de l'Institut Alacantí de Cultura - Juan Gil-Albert                                                      | Alacant                 | c/ San Fernando, 44. 03001 Alicante                                                                                                | [[Fitxer:\|100px]] | Clica ací per a carregar la teua image |
| Biblioteca del Seminari Diocesà-Teologat                                                                            | Alacant                 | c/ Escultor Bañuls, 3. 03009 Alicante                                                                                              | [[Fitxer:\|100px]] | Clica ací per a carregar la teua image |
| Biblioteca E.P.A Babel                                                                                              | Alacant                 | Avda. Alcalde Lorenzo Carbonell, 16. 03007 Alicante                                                                                | [[Fitxer:\|100px]] | Clica ací per a carregar la teua image |
| Biblioteca Fundesem Business School                                                                                 | Alacant                 | c/ Deportistas Hermanos Torres, 4. 03016 Alicante                                                                                  | [[Fitxer:\|100px]] | Clica ací per a carregar la teua image |
| Biblioteca Hogar Provincial de Alicante                                                                             | Alacant                 | C/ del Hogar, 33. 03559 Alicante                                                                                                   | [[Fitxer:\|100px]] | Clica ací per a carregar la teua image |
| Biblioteca Pública de l'Estat a Alacant - José Martínez Ruíz Azorín                                                 | Alacant                 | Paseíto de Ramiro, 15. 03002 Alicante                                                                                              |                    | Clica ací per a carregar la teua image |
| Biblioteca Pública Municipal - Benalua                                                                              | Alacant                 | c/ García Andreu, 35 - 37. 03007 Alicante                                                                                          | [[Fitxer:\|100px]] | Clica ací per a carregar la teua image |
| Biblioteca Pública Municipal - Diagonal                                                                             | Alacant                 | c/ de la Diagonal, 3. 03009 Alicante                                                                                               | [[Fitxer:\|100px]] | Clica ací per a carregar la teua image |
| Biblioteca Pública Municipal - Francisco Liberal                                                                    | Alacant                 | c/ Aguila, 41, Ciudad de Asís. 03006 Alicante                                                                                      | [[Fitxer:\|100px]] | Clica ací per a carregar la teua image |
| Biblioteca Pública Municipal - Plà - Carolines                                                                      | Alacant                 | c/ Francisco Giner de los Ríos, 8. 03012 Alicante                                                                                  | [[Fitxer:\|100px]] | Clica ací per a carregar la teua image |
| Biblioteca Pública Municipal - Villafranqueza                                                                       | Alacant                 | c/ Castelar, 40 - 42. 03112 Alicante                                                                                               | [[Fitxer:\|100px]] | Clica ací per a carregar la teua image |
| Biblioteca Pública Municipal - Mare de Déu del Remei                                                                | Alacant                 | Plz. de las Escuelas, 5. 03011 Alicante                                                                                            | [[Fitxer:\|100px]] | Clica ací per a carregar la teua image |
| Biblioteca Pública Municipal Central - Florida-Babel                                                                | Alacant                 | c/ Alcalde Lorenzo Carbonell, 58, 1º. 03008 Alicante                                                                               | [[Fitxer:\|100px]] | Clica ací per a carregar la teua image |
| Centre de Documentació del Col·legi Oficial de Aparelladors, Arquitéctes Tècnics i Enginyers d'Edificació d'Alacant | Alacant                 | c/ Cátedra Ferré Vidiella, 7. 03005 Alicante                                                                                       | [[Fitxer:\|100px]] | Clica ací per a carregar la teua image |
| Punt de Lectura - El Cabo                                                                                           | Alacant                 | Avda. de la Costa Blanca, s/n, Centro Comunitario Playas. 03540 Alicante                                                           | [[Fitxer:\|100px]] | Clica ací per a carregar la teua image |
| Punt de Lectura - El Puesto (Mercat Central d'Alacant)                                                              | Alacant                 | c/ de Alfonso X El Sabio, Mercado Central. Puesto 43 - 44 - 45                                                                     | [[Fitxer:\|100px]] | Clica ací per a carregar la teua image |
| Punt de Lectura - Joan XXIII                                                                                        | Alacant                 | c/ Barítono Paco Latorre, s/n | [[Fitxer:\|100px]] | Clica ací per a carregar la teua image |
| Biblioteca Pública Municipal - Sant Blai, Alacant                                                                   | Alacant                 | c/ Antonio Martín Trenco,, 8 | [[Fitxer:\|100px]] | Clica ací per a carregar la teua image |
| Agència de Lectura Municipal de Busot                                                                               | Busot                   | c/ del Pal, s/n | [[Fitxer:\|100px]] | Clica ací per a carregar la teua image |
| Biblioteca de l'Institut d'Ecologia Litoral                                                                         | el Campello             | c/ Santa Teresa, 50 | [[Fitxer:\|100px]] | Clica ací per a carregar la teua image |
| Biblioteca Pública Municipal del Campello - Rafael Altamira                                                         | el Campello             | Plz. Canalejas, 8 |                    | Clica ací per a carregar la teua image |
| Agència de Lectura Municipal de Mutxamel                                                                            | Mutxamel                | c/ Ramón y Cajal, s/n | [[Fitxer:\|100px]] | Clica ací per a carregar la teua image |
| Biblioteca Pública Municipal de Mutxamel - Notari Josep Blanquer                                                    | Mutxamel                | c/ Ramón y Cajal, s/n, Casa de Cultura                                                                                             | [[Fitxer:\|100px]] | Clica ací per a carregar la teua image |
| Biblioteca de la Universitat Miguel Hernández - Biblioteca de Ciències de la Salut (UMHSJ)                          | Sant Joan d'Alacant     | Ctra. de Valencia, Km. 87, Facultad de Medicina. Apartado de correos 18                                                            | [[Fitxer:\|100px]] | Clica ací per a carregar la teua image |
| Biblioteca Pública Municipal de Sant Joan d'Alacant                                                                 | Sant Joan d'Alacant     | Avda. Rambla de la Libertad, 22. 03550 Sant Joan d'Alacant                                                                         | [[Fitxer:\|100px]] | Clica ací per a carregar la teua image |
| Biblioteca de la Universitat d'Alacant                                                                              | Sant Vicent del Raspeig | | [[Fitxer:\|100px]] | Clica ací per a carregar la teua image |
| Agència de Lectura Infantil Municipal de Sant Vicent del Raspeig - Miguel Hernández                                 | Sant Vicent del Raspeig | Plz. De La Comunitat Valenciana, 1                                                                                                 | [[Fitxer:\|100px]] | Clica ací per a carregar la teua image |
| Biblioteca de la Universitat d'Alacant - Biblioteca de Ciències                                                     | Sant Vicent del Raspeig | Ctra. San Vicente del Raspeig, s/n, Facultad de Ciencias. Apartado de Correos 99. San Vicente del Raspeig                          | [[Fitxer:\|100px]] | Clica ací per a carregar la teua image |
| Biblioteca de l'Universitat d'Alacant - Biblioteca de Dret                                                          | Sant Vicent del Raspeig | Ctra. San Vicente del Raspeig, Edificio Facultad de Derecho, planta baja. Apartado de correos 99                                   |                    | Clica ací per a carregar la teua image |
| Biblioteca de la Universitat d'Alacant - Biblioteca d'Econòmiques                                                   | Sant Vicent del Raspeig | Carrera Sant Vicent del Raspeig, s/n, Facultad de Ciencias Económicas. Apartado de correos 99                                      | [[Fitxer:\|100px]] | Clica ací per a carregar la teua image |
| Biblioteca de la Universitat d'Alacant - Biblioteca d'Educació                                                      | Sant Vicent del Raspeig | c/ Aeroplano, s/n, Edificio de la Facultad de Educación, planta 2ª. Apartado de correos 99                                         | [[Fitxer:\|100px]] | Clica ací per a carregar la teua image |
| Biblioteca de la Universitat d'Alacant - Biblioteca de Filosofia i Lletres                                          | Sant Vicent del Raspeig | Ctra. Campus de San Vicente del Raspeig, s/n, Edificio Biblioteca General, 1ª y 2ª planta. Apartado de Correos 99                  | [[Fitxer:\|100px]] | Clica ací per a carregar la teua image |
| Biblioteca de la Universitat d'Alacanta - Biblioteca de Geografia                                                   | Sant Vicent del Raspeig | Ctra. Campus San Vicent del Raspeig, Edificio Institutos Universitarios, planta baja. Apartado de Correos 99                       | [[Fitxer:\|100px]] | Clica ací per a carregar la teua image |
| Biblioteca de la Universitat d'Alacant - Biblioteca Politècnica i Ciències de la Salut                              | Sant Vicent del Raspeig | Ctra. San Vicente del Raspeig, Campus San Vicente Raspeig. Edificio Biblioteca General, planta baja                                | [[Fitxer:\|100px]] | Clica ací per a carregar la teua image |
| Biblioteca de la Universitat d'Alacant - Centre de Documentació Europea                                             | Sant Vicent del Raspeig | Ctra. San Vicente del Raspeig, s/n, Biblioteca de Derecho                                                                          | [[Fitxer:\|100px]] | Clica ací per a carregar la teua image |
| Biblioteca Pública Municipal de Sant Vicent del Raspeig - Miguel Delibes                                            | Sant Vicent del Raspeig | Plz. Huerto de los Leones, 1 |                    | Clica ací per a carregar la teua image |
| Biblioteca de l'Hospital Psiquiàtric Provincial d'Alacant                                                           | Sant Joan d'Alacant     | c/ Ramón de Campoamor, 25. 03550 San Juan de Alicante                                                                              | [[Fitxer:\|100px]] | Clica ací per a carregar la teua image |
| Biblioteca Privada Societat el Trabajo                                                                              | Xixona                  | Avda. Constitución, 19 | [[Fitxer:\|100px]] | Clica ací per a carregar la teua image |
| Biblioteca Pública Municipal de Xixona - Fernando Galiana Carbonell                                                 | Xixona                  | c/ Terradets, s/n, Parque del Cuarnero                                                                                             | [[Fitxer:\|100px]] | Clica ací per a carregar la teua image |

## Alcoià
| Nom                                                                                        | Municipi            | Adreça                                                                      | Foto               | Click per a pujar foto Click para subir foto |
| ------------------------------------------------------------------------------------------ | ------------------- | --------------------------------------------------------------------------- | ------------------ | -------------------------------------------- |
| Agència de Lectura Municipal d'Alcoi - La Uixola                                           | Alcoi               | c/ Victor Espinós, s/n, ,-0.4829926                                         |                    | Clica ací per a carregar la teua image       |
| Biblioteca de l'Escola d'Art i Superior de Disseny d'Alcoi                                 | Alcoi               | c/ Barranc de Na Lloba, s/n                                                 | [[Fitxer:\|100px]] | Clica ací per a carregar la teua image       |
| Biblioteca de la Universitat Politècnica de València (UPV) - Biblioteca del Campus d'Alcoi | Alcoi               | Plz. de Ferrándiz y Carbonell, s/n, Edificio de Carbonell, Ala A, 3ª planta | [[Fitxer:\|100px]] | Clica ací per a carregar la teua image       |
| Biblioteca de l'Escuadró de Vigilància Aèria nº 5. Acuartelamiento Aéreo - Aitana (EVA 5)  | Alcoi               | Alto de Aitana, s/n                                                         | [[Fitxer:\|100px]] | Clica ací per a carregar la teua image       |
| Biblioteca del Museu Arqueològic Municipal - Camil Visedo Moltó                            | Alcoi               | Placeta del Carbó , 1                                                       | [[Fitxer:\|100px]] | Clica ací per a carregar la teua image       |
| Biblioteca Hemeroteca de l'Hospital Verge dels Lliris                                      | Alcoi               | Polígono Caramanchel, s/n                                                   | [[Fitxer:\|100px]] | Clica ací per a carregar la teua image       |
| Biblioteca Pública Municipal d'Alcoi - Central                                             | Alcoi               | Avda. País Valencià, 1                                                      | [[Fitxer:\|100px]] | Clica ací per a carregar la teua image       |
| Biblioteca Pública Municipal d'Alcoi - Centre Social Zona Nord                             | Alcoi               | Plz. Blai Domingo Llidó, 1                                                  | [[Fitxer:\|100px]] | Clica ací per a carregar la teua image       |
| Biblioteca Pública Municipal de Banyeres de Mariola                                        | Banyeres de Mariola | c/ Malena, 15                                                               | [[Fitxer:\|100px]] | Clica ací per a carregar la teua image       |
| Biblioteca Pública Municipal de Castalla                                                   | Castalla            | Paseo Antiga Bassa la Vila, 23                                              |                    | Clica ací per a carregar la teua image       |
| Biblioteca Pública Municipal d'Ibi                                                         | Ibi                 | Avda. de la Industria, 5                                                    | [[Fitxer:\|100px]] | Clica ací per a carregar la teua image       |
| Biblioteca Pública Municipal d'Onil                                                        | Onil                | Avda. Constitución, 21. 03430 Onil                                          | [[Fitxer:\|100px]] | Clica ací per a carregar la teua image       |
| Biblioteca Pública Municipal de Tibi                                                       | Tibi                | c/ de la Santa, 2, Passeig de la Santa, 2                                   |                    | Clica ací per a carregar la teua image       |

## Alto Vinalopó
| Nom                                                        | Municipi   | Adreça                              | Foto               | Click per a pujar foto Click para subir foto |
| ---------------------------------------------------------- | ---------- | ----------------------------------- | ------------------ | -------------------------------------------- |
| Agència de Lectura Municipal de Beneixama                  | Beneixama  | c/ de Colón, 7                      | [[Fitxer:\|100px]] | Clica ací per a carregar la teua image       |
| Agència de Lectura Ricardo Martínez Guillén de Biar        | Biar       | c/ San Jerónimo, 2. 03410 Biar      |                    | Clica ací per a carregar la teua image       |
| Agència de Lectura Municipal de la Canyada                 | la Canyada | Plz. Mayor, 10                      | [[Fitxer:\|100px]] | Clica ací per a carregar la teua image       |
| Agència de Lectura Municipal de Salines                    | Salines    | c/ Comparsa de Moros Laguneros, s/n | [[Fitxer:\|100px]] | Clica ací per a carregar la teua image       |
| Biblioteca Pública Municipal de Saix - José Azuar          | Saix       | c/ Gran Vía, 48                     | [[Fitxer:\|100px]] | Clica ací per a carregar la teua image       |
| Agència de Lectura Municipal de Villena - San Francisco    | Villena    | Barrio San Francisco, 14, Bloque E  | [[Fitxer:\|100px]] | Clica ací per a carregar la teua image       |
| Biblioteca del Centre Penitenciari d'Alacant II            | Villena    | Ctra. N-330, km. 66                 | [[Fitxer:\|100px]] | Clica ací per a carregar la teua image       |
| Biblioteca Pública Municipal de Villena - La Paz           | Villena    | c/ Celada, 33                       | [[Fitxer:\|100px]] | Clica ací per a carregar la teua image       |
| Biblioteca Pública Municipal de Villena - Miguel Hernández | Villena    | Plz. Santiago, 7                    | [[Fitxer:\|100px]] | Clica ací per a carregar la teua image       |

## Baix Vinalopó
| Nom                                                                                         | Municipi   | Adreça | Foto               | Click per a pujar foto Click para subir foto |
| ------------------------------------------------------------------------------------------- | ---------- | --- | ------------------ | -------------------------------------------- |
| Biblioteca CEMACAM Los Molinos a Crevillent                                                 | Crevillent | Ctra. de los Magro, s/n, Carretera N. 340 Alicante-Murcia, Km. 48-49. 03330 Crevillent                                                        | [[Fitxer:\|100px]] | Clica ací per a carregar la teua image       |
| Biblioteca Pública Municipal de Crevillent - Enric Valor                                    | Crevillent | c/ Virgen del Carmen, 38. 03330 Crevillent | [[Fitxer:\|100px]] | Clica ací per a carregar la teua image       |
| Bibliobús d'Elx                                                                             | Elx        | Plz. Santísimo Cristo de Zalamea, s/n | [[Fitxer:\|100px]] | Clica ací per a carregar la teua image       |
| Biblioteca del CEFIRE d'Elx                                                                 | Elx        | Avda. Mestre Melchor Botella, 10, Clara E. Martínez Teva Biblioteca-Centre documentació CEFIRE Elx Avda. Mestre Melchor Botella, 10 03206 Elx | [[Fitxer:\|100px]] | Clica ací per a carregar la teua image       |
| Biblioteca de la Universitat CEU Cardenal Herrera - Biblioteca Nacho García- Carrión Corujo | Elx        | Plz. Reyes Católicos, 19 | [[Fitxer:\|100px]] | Clica ací per a carregar la teua image       |
| Biblioteca de la Universitat CEU Cardenal Herrera - Biblioteca Seu Elx                      | Elx        | c/ Carmelitas, 3 | [[Fitxer:\|100px]] | Clica ací per a carregar la teua image       |
| Biblioteca de la Universitat Miguel Hernández - Biblioteca del Campus d'Elx (UMHE)          | Elx        | Avda. de la Universidad, s/n, Edificio Altabix                                                                                                | [[Fitxer:\|100px]] | Clica ací per a carregar la teua image       |
| Biblioteca del Centre Asociat de la UNED d'Elx                                              | Elx        | c/ Candalix, s/n | [[Fitxer:\|100px]] | Clica ací per a carregar la teua image       |
| Biblioteca de l'Hospital General Universitari d'Elx                                         | Elx        | c/ Partida Huerto y Molinos, s/n | [[Fitxer:\|100px]] | Clica ací per a carregar la teua image       |
| Biblioteca Pública Municipal d'Elx - Alberto Miralles-Altabix                               | Elx        | c/ Bernabé del Campo Latorre, 26 | [[Fitxer:\|100px]] | Clica ací per a carregar la teua image       |
| Biblioteca Pública Municipal d'Elx - Aurelià Ibarra                                         | Elx        | c/ Antonio Brotons Pastor, 72 | [[Fitxer:\|100px]] | Clica ací per a carregar la teua image       |
| Biblioteca Pública Municipal d'Elx - El Altet - Pedro Salinas                               | Elx        | c/ Grumete, s/n | [[Fitxer:\|100px]] | Clica ací per a carregar la teua image       |
| Biblioteca Pública Municipal d'Elx - Pere Ibarra                                            | Elx        | Plz. Santísimo Cristo de Zalamea, s/n. 03204 Elx                                                                                              |                    | Clica ací per a carregar la teua image       |
| Biblioteca Pública Municipal d'Elx - Rafael Navarro                                         | Elx        | Avinguda de l'Alegria, 72. 03194 Elx | [[Fitxer:\|100px]] | Clica ací per a carregar la teua image       |
| Biblioteca Pública Municipal d'Elx - Torrellano - José Fuentes                              | Elx        | C/ La Palmera, 7 - AC. 03320 Elx | [[Fitxer:\|100px]] | Clica ací per a carregar la teua image       |
| Biblioteca Infantil Municipal de Santa Pola                                                 | Santa Pola | c/ de Castaños, 10 - 12. 03130 Santa Pola | [[Fitxer:\|100px]] | Clica ací per a carregar la teua image       |
| Biblioteca Pública Municipal de Santa Pola                                                  | Santa Pola | c/ Elx, 26. 03130 Santa Pola |                    | Clica ací per a carregar la teua image       |
| Biblioteca Pública Municipal de Santa Pola - Internacional de Gran Alacant                  | Santa Pola | Avinguda d'Escandinàvia, 31. 03130 Santa Pola                                                                                                 | [[Fitxer:\|100px]] | Clica ací per a carregar la teua image       |

## Comtat
| Nom                                                                         | Municipi           | Adreça                  | Foto               | Click per a pujar foto Click para subir foto |
| --------------------------------------------------------------------------- | ------------------ | ----------------------- | ------------------ | -------------------------------------------- |
| Agència de Lectura Municipal d'Alfafara                                     | Alfafara           | c/ Serra de Mariola, 1  | [[Fitxer:\|100px]] | Clica ací per a carregar la teua image       |
| Agència de Lectura Municipal de Beniarrés                                   | Beniarrés          | c/ Doctor Orero, 19, 1º | [[Fitxer:\|100px]] | Clica ací per a carregar la teua image       |
| Agència de Lectura Municipal de Benimarfull                                 | Benimarfull        | c/ San Jaime, 19        | [[Fitxer:\|100px]] | Clica ací per a carregar la teua image       |
| Biblioteca Pública Municipal de Cocentaina - Padre Agustín Arques           | Cocentaina         | c/ Pla de la Font, 10   |                    | Clica ací per a carregar la teua image       |
| Agència de Lectura Municipal de Gaianes - Julia Pérez                       | Gaianes            | c/ Hort, 23             | [[Fitxer:\|100px]] | Clica ací per a carregar la teua image       |
| Agència de Lectura Municipal de l'Alqueria d'Asnar                          | l'Alqueria d'Asnar | c/ de San Lorenzo, 6    | [[Fitxer:\|100px]] | Clica ací per a carregar la teua image       |
| Agència de Lectura Municipal de Millena                                     | Millena            | Plz. de la Iglesia, 1   | [[Fitxer:\|100px]] | Clica ací per a carregar la teua image       |
| Biblioteca Pública Municipal de Muro d'Alcoi - Francisco de Paula Momblanch | Muro d'Alcoi       | Plz. de la Villa, 3     |                    | Clica ací per a carregar la teua image       |
| Agència de Lectura Municipal de Planes - Curial i Güelfa                    | Planes             | c/ Jaume I, 3           | [[Fitxer:\|100px]] | Clica ací per a carregar la teua image       |

## Marina Alta
| Nom                                                                   | Municipi                    | Adreça                                                   | Foto               | Click per a pujar foto Click para subir foto |
| --------------------------------------------------------------------- | --------------------------- | -------------------------------------------------------- | ------------------ | -------------------------------------------- |
| Agència de Lectura Municipal - La Llosa de Camacho                    | Alcalalí                    | c/ Denia, 33, 3                                          | [[Fitxer:\|100px]] | Clica ací per a carregar la teua image       |
| Agència de Lectura Municipal de Beniarbeig                            | Beniarbeig                  | Plz. 9 de Octubre, 2. 03778 Beniarbeig                   |                    | Clica ací per a carregar la teua image       |
| Agència de Lectura Municipal de Benimeli                              | Benimeli                    | Plz. Mayor, 6, 1º                                        | [[Fitxer:\|100px]] | Clica ací per a carregar la teua image       |
| Biblioteca Pública Municipal de Benissa - Bernat Capó                 | Benissa                     | c/ de la Puríssima, 38-40, 2ª planta                     | [[Fitxer:\|100px]] | Clica ací per a carregar la teua image       |
| Biblioteca Pública Municipal de Calp - Joanot Martorell               | Calp                        | Avda. Masnou, 1, Casa de Cultura                         | [[Fitxer:\|100px]] | Clica ací per a carregar la teua image       |
| Agència de Lectura Municipal de Dénia - Rafael Chirbes                | Dénia                       | Plaza Jaime I, s/n                                       |                    | Clica ací per a carregar la teua image       |
| Agència de Lectura Municipal de Jesús Pobre - Enric Valor             | Dénia                       | Plaça del Pou de la Murtera, 4. 03749 Jesús Pobre, Dénia |                    | Clica ací per a carregar la teua image       |
| Biblioteca Auxiliar de l'Arxiu Municipal de Dénia                     | Dénia                       | Plz. Enric Valor, s/n                                    | [[Fitxer:\|100px]] | Clica ací per a carregar la teua image       |
| Biblioteca del Centre Asociat de la UNED de Dénia                     | Dénia                       | Plz. Jaime I, s/n                                        | [[Fitxer:\|100px]] | Clica ací per a carregar la teua image       |
| Biblioteca Pública Municipal de Dénia - Central                       | Dénia                       | Carrer de Sant Josep, 6. 03700 Dénia                     |                    | Clica ací per a carregar la teua image       |
| Agència de Lectura Municipal del Poble Nou de Benitatxell             | el Poble Nou de Benitatxell | Avda. de Alacant, 11, 2º                                 |                    | Clica ací per a carregar la teua image       |
| Agència de Lectura Municipal del Ràfol d'Almúnia                      | el Ràfol d'Almúnia          | c/ Segaria, 12                                           | [[Fitxer:\|100px]] | Clica ací per a carregar la teua image       |
| Agència de Lectura Municipal del Verger                               | el Verger                   | c/ Mestre José Vives, 8                                  |                    | Clica ací per a carregar la teua image       |
| Agència de Lectura Municipal d'Els Poblets - Enric Valor              | els Poblets                 | Avda. del Mestre Vicent, 5 - 7                           |                    | Clica ací per a carregar la teua image       |
| Biblioteca Pública Municipal de Gata de Gorgos - Carme Miquel         | Gata de Gorgos              | c/ de la Bassa, s/n, 1º                                  |                    | Clica ací per a carregar la teua image       |
| Agència de Lectura Municipal de Vall de Gallinera-Benialí             | la Vall de Gallinera        | Ctra. 35 de Beniali                                      | [[Fitxer:\|100px]] | Clica ací per a carregar la teua image       |
| Agència de Lectura de Fleix - La Vall de Laguart                      | la Vall de Laguar           | c/ lEra, 1                                                         | [[Fitxer:\|100px]] | Clica ací per a carregar la teua image       |
| Agència de Lectura Municipal de Benimaurell-La Vall de Laguar         | la Vall de Laguar           | Plz. Sacramento, 1                                       | [[Fitxer:\|100px]] | Clica ací per a carregar la teua image       |
| Biblioteca Mèdica del Sanatori San Francisco de Borja - Fontilles     | la Vall de Laguar           | Ctra. de Orba, Km. 4                                     | [[Fitxer:\|100px]] | Clica ací per a carregar la teua image       |
| Agència de Lectura Municipal de Llíber                                | Llíber                      | c/ de la Paz, 2, esquina a Calle San Roque               | [[Fitxer:\|100px]] | Clica ací per a carregar la teua image       |
| Biblioteca Pública Municipal d'Ondara - Enric Valor                   | Ondara                      | Plaça Major, 10, 2º. 03760 Ondara                        |                    | Clica ací per a carregar la teua image       |
| Agència de Lectura Municipal d'Orba                                   | Orba                        | c/ Alter, 2. 03790 Orba                                  | [[Fitxer:\|100px]] | Clica ací per a carregar la teua image       |
| Biblioteca Pública Municipal de Pedreguer                             | Pedreguer                   | c/ Glorieta de la Creu, 14, 1º                           | [[Fitxer:\|100px]] | Clica ací per a carregar la teua image       |
| Biblioteca Pública Municipal de Pego                                  | Pego                        | c/ Santo Domingo, 5, 1º                                  | [[Fitxer:\|100px]] | Clica ací per a carregar la teua image       |
| Biblioteca Escolar Pública de Sanet i Negrals                         | Sanet i els Negrals         | c/ Mayor, s/n                                            | [[Fitxer:\|100px]] | Clica ací per a carregar la teua image       |
| Agència de Lectura Municipal de Senija - Guillermo Zeilbeck           | Senija                      | Avda. de la Constitución, s/n                            | [[Fitxer:\|100px]] | Clica ací per a carregar la teua image       |
| Agència de Lectura Municipal de Teulada - De Moraira-Espai La Senieta | Teulada                     | Avda. Madrid, 15, 1º                                     | [[Fitxer:\|100px]] | Clica ací per a carregar la teua image       |
| Biblioteca Pública Municipal de Teulada                               | Teulada                     | Avda. De Santa Caterina, 2                               | [[Fitxer:\|100px]] | Clica ací per a carregar la teua image       |
| Agència de Lectura Municipal de Xàbia - Duanes                        | Xàbia                       | Avda. Botànic Cabanilles, 17                             | [[Fitxer:\|100px]] | Clica ací per a carregar la teua image       |
| Biblioteca Pública Municipal de Xàbia - Central                       | Xàbia                       | c/ Major, 9, 2º                                          |                    | Clica ací per a carregar la teua image       |
| Agència de Lectura Municipal de Xaló                                  | Xaló                        | Avda. Pla de la Huerta, 7, ESC. A                        | [[Fitxer:\|100px]] | Clica ací per a carregar la teua image       |

## Marina Baixa
| Nom                                                                                                | Municipi                | Adreça | Foto               | Click per a pujar foto Click para subir foto |
| -------------------------------------------------------------------------------------------------- | ----------------------- | --- | ------------------ | -------------------------------------------- |
| Agència de Lectura Municipal d'Altea la Vella                                                      | Altea                   | c/ Cura Llinares, 4                                                                                                 | [[Fitxer:\|100px]] | Clica ací per a carregar la teua image       |
| Biblioteca de la Universitat Miguel Hernández - Biblioteca Universitària del Campus d'Altea (UMHA) | Altea                   | c/ Benidorm, s/n, Partida Pla del Castell                                                                           | [[Fitxer:\|100px]] | Clica ací per a carregar la teua image       |
| Biblioteca Pública Municipal d'Altea - Joan Fuster                                                 | Altea                   | c/ Pont de Montcau, 14                                                                                              |                    | Clica ací per a carregar la teua image       |
| Biblioteca del Centre Asociat de la UNED de Benidorm                                               | Benidorm                | c/ de la Nau Llondro, 3, Complejo escolar de Salt de l'Aigua. Edificio de Estudios Municipales Carmen García Santos | [[Fitxer:\|100px]] | Clica ací per a carregar la teua image       |
| Biblioteca Europea de Benidorm                                                                     | Benidorm                | c/ Juan Fuster Zaragoza, 1, Edificio Aquarium                                                                       | [[Fitxer:\|100px]] | Clica ací per a carregar la teua image       |
| Biblioteca Pública Municipal de Benidorm - Biblioplatja de Llevant                                 | Benidorm                | Plz. Sus Majestades los Reyes de España, 3                                                                          |                    | Clica ací per a carregar la teua image       |
| Biblioteca Pública Municipal de Benidorm - Central                                                 | Benidorm                | Plz. Reyes de España, 3                                                                                             |                    | Clica ací per a carregar la teua image       |
| Biblioteca Pública Municipal de Benidorm - Racó de L'Oix. Edificio Aquarium 3                      | Benidorm                | Avda. Juan Fuster Zaragoza, 3                                                                                       | [[Fitxer:\|100px]] | Clica ací per a carregar la teua image       |
| Agència de Lectura Municipal de Benimantell                                                        | Benimantell             | Ctra. de Alcoy, s/n                                                                                                 | [[Fitxer:\|100px]] | Clica ací per a carregar la teua image       |
| Biblioteca Pública Municipal de Callosa d'en Sarrià                                                | Callosa d'en Sarrià     | c/ Jaume Roig, s/n                                                                                                  |                    | Clica ací per a carregar la teua image       |
| Agència de Lectura Municipal de El Castell de Guadalest                                            | el Castell de Guadalest | c/ Aixortà, 2 | [[Fitxer:\|100px]] | Clica ací per a carregar la teua image       |
| Biblioteca Pública Municipal de Finestrat                                                          | Finestrat               | c/ San José, 10 | [[Fitxer:\|100px]] | Clica ací per a carregar la teua image       |
| Biblioteca Pública Municipal de l'Alfàs del Pi - Vicent Andrés Estellés                            | l'Alfàs del Pi          | Plz. Juan Carlos I, S/N. 03580 L'Alfàs del Pi                                                                       |                    | Clica ací per a carregar la teua image       |
| Agència de Lectura Municipal de La Nucia - Caravana                                                | la Nucia                | Urb. Caravana, 10                                                                                                   | [[Fitxer:\|100px]] | Clica ací per a carregar la teua image       |
| Biblioteca Pública Municipal de La Nucia                                                           | la Nucia                | Plaça de l'Almàssera, 1. 03530 La Nucia                                                                             |                    | Clica ací per a carregar la teua image       |
| Biblioteca Pública Municipal de Villajoyosa - Cristóbal Zaragoza                                   | la Vila Joiosa          | c/ Barranquet, 4 | [[Fitxer:\|100px]] | Clica ací per a carregar la teua image       |
| Agència de Lectura Pública d'Orxeta - Maestro D. Ángel Llorca                                      | Orxeta                  | c/ Major, 98 | [[Fitxer:\|100px]] | Clica ací per a carregar la teua image       |
| Agència de Lectura Municipal de Polop                                                              | Polop                   | c/ Pósito, 20 | [[Fitxer:\|100px]] | Clica ací per a carregar la teua image       |
| Biblioteca Escolar Pública de Sella                                                                | Sella                   | Avda. de Alcoy, 13                                                                                                  | [[Fitxer:\|100px]] | Clica ací per a carregar la teua image       |

## Vega Baja
| Nom                                                                                                 | Municipi                   | Adreça                                                   | Foto               | Click per a pujar foto Click para subir foto |
| --------------------------------------------------------------------------------------------------- | -------------------------- | -------------------------------------------------------- | ------------------ | -------------------------------------------- |
| Biblioteca Pública Municipal d'Albatera                                                             | Albatera                   | c/ Prolongación Conde de Albatera, s/n                   | [[Fitxer:\|100px]] | Clica ací per a carregar la teua image       |
| Agència de Lectura Municipal d'Algorfa                                                              | Algorfa                    | Avda. de la Constitución, 35                             | [[Fitxer:\|100px]] | Clica ací per a carregar la teua image       |
| Biblioteca Pública Municipal d'Almoradí                                                             | Almoradí                   | Plz. de San Andrés, s/n                                  | [[Fitxer:\|100px]] | Clica ací per a carregar la teua image       |
| Biblioteca Pública Municipal de Benejúzar                                                           | Benejússer                 | Plz. de España, 1                                        | [[Fitxer:\|100px]] | Clica ací per a carregar la teua image       |
| Agència de Lectura Municipal de Benijófar                                                           | Benijòfer                  | c/ Francisco Rivera Pérez, 7                             | [[Fitxer:\|100px]] | Clica ací per a carregar la teua image       |
| Biblioteca Pública Municipal de Bigastro                                                            | Bigastre                   | c/ Acequia, 2, Centro Auditorio Municipal Francisco Grau | [[Fitxer:\|100px]] | Clica ací per a carregar la teua image       |
| Biblioteca Pública Municipal de Callosa de Segura - Francisco Salinas                               | Callosa de Segura          | Plz. Reina Sofía, 6                                      | [[Fitxer:\|100px]] | Clica ací per a carregar la teua image       |
| Biblioteca Pública Municipal de Catral                                                              | Catral                     | c/ Manuel Flores, 32                                     | [[Fitxer:\|100px]] | Clica ací per a carregar la teua image       |
| Biblioteca Pública Municipal de Coix - Miguel de Cervantes                                          | Coix                       | Avda. del Carmen, 17. 03350 Cox                          | [[Fitxer:\|100px]] | Clica ací per a carregar la teua image       |
| Biblioteca Escolar Pública de Daya Nueva                                                            | Daia Nova                  | c/ Valencia, 8                                           | [[Fitxer:\|100px]] | Clica ací per a carregar la teua image       |
| Biblioteca Pública Municipal de Dolores                                                             | Dolores                    | c/ San Antonio, 2                                        | [[Fitxer:\|100px]] | Clica ací per a carregar la teua image       |
| Agència de Lectura Municipal de Formentera del Segura                                               | Formentera del Segura      | c/ Alicante, 6, 2º                                       | [[Fitxer:\|100px]] | Clica ací per a carregar la teua image       |
| Agència de Lectura Municipal de la Granja de Rocamora - Joaquín Cartagena Aldeguer                  | la Granja de Rocamora      | c/ Iglesia, 9 , 1º                                       | [[Fitxer:\|100px]] | Clica ací per a carregar la teua image       |
| Biblioteca Pública Municipal de Guardamar del Segura                                                | Guardamar del Segura       | c/ Sant Jaume, 5                                         |                    | Clica ací per a carregar la teua image       |
| Agència de Lectura Municipal de Xacarella                                                           | Xacarella                  | Pasaje de la Iglesia, s/n                                | [[Fitxer:\|100px]] | Clica ací per a carregar la teua image       |
| Agència de Lectura Municipal de Los Montesinos                                                      | los Montesinos             | c/ Divino Pastor, 6                                      | [[Fitxer:\|100px]] | Clica ací per a carregar la teua image       |
| Biblioteca Ferran de Lloaces (Oriola)                                                               | Oriola                     | Plz. Ramón Sijé, 1                                       |                    | Clica ací per a carregar la teua image       |
| Biblioteca de la Universitat Miguel Hernández - Biblioteca del Campus d'Oriola - Las Salesas (UMHO) | Oriola                     | Plz. Las Salesas, s/n, Edificio Casa del Paso            | [[Fitxer:\|100px]] | Clica ací per a carregar la teua image       |
| Biblioteca de la Universita Miguel Hernández - Biblioteca del Campus d'Oriola (EPSO)                | Oriola                     | Ctra. Beniel, Km 3,2                                     | [[Fitxer:\|100px]] | Clica ací per a carregar la teua image       |
| Biblioteca del Centre Públic d'Educació de Persones Adultes - C.P.E.P.A.                            | Oriola                     | Avda. Doctor García Rogel, s/n                           | [[Fitxer:\|100px]] | Clica ací per a carregar la teua image       |
| Biblioteca de l'Hospital Comarcal Vega Baja                                                         | Oriola                     | Ctra. Orihuela - Almoradi, s/n                           | [[Fitxer:\|100px]] | Clica ací per a carregar la teua image       |
| Biblioteca del Seminari Diocesà de Sant Miquel d'Oriola                                             | Oriola                     | Explanada de San Miguel, s/n                             | [[Fitxer:\|100px]] | Clica ací per a carregar la teua image       |
| Biblioteca Pública Municipal d'Oriola - María Moliner                                               | Oriola                     | Plaza de la Salud, 1                                     |                    | Clica ací per a carregar la teua image       |
| Biblioteca Pública Municipal de Pilar de la Foradada                                                | el Pilar de la Foradada    | c/ Carretillas, 19                                       | [[Fitxer:\|100px]] | Clica ací per a carregar la teua image       |
| Agència de Lectura Municipal de Rafal                                                               | Rafal                      | c/ Diputación Provincial de Alicante, 5                  | [[Fitxer:\|100px]] | Clica ací per a carregar la teua image       |
| Biblioteca Pública Municipal de Redovà                                                              | Redovà                     | c/ San Jerónimo, 1, 2º                                   | [[Fitxer:\|100px]] | Clica ací per a carregar la teua image       |
| Biblioteca Pública Municipal de Rojales - Miguel Ortega                                             | Rojals                     | c/ Zulaida, 20                                           | [[Fitxer:\|100px]] | Clica ací per a carregar la teua image       |
| Biblioteca Pública Municipal de Sant Fulgenci                                                       | Sant Fulgenci              | c/ Lepanto, 9                                            | [[Fitxer:\|100px]] | Clica ací per a carregar la teua image       |
| Agència de Lectura Municipal de Sant Isidre                                                         | Sant Isidre                | c/ Mayor, 1                                              | [[Fitxer:\|100px]] | Clica ací per a carregar la teua image       |
| Agència de Lectura Municipal de Sant Miquel de les Salines                                          | Sant Miquel de les Salines | c/ Vicente Blasco Ibáñez, 1, 2º                          | [[Fitxer:\|100px]] | Clica ací per a carregar la teua image       |
| Agència de Lectura Municipal de Torrevieja                                                          | Torrevella                 | Avda. Diego Ramírez Pastor, 5                            | [[Fitxer:\|100px]] | Clica ací per a carregar la teua image       |
| Biblioteca Pública Municipal de Torrevella- Carmen Jalón                                            | Torrevella                 | c/ Joaquín Chapaprieta, 39                               |                    | Clica ací per a carregar la teua image       |

## Vinalopó Mitjà
| Nom                                                                        | Municipi             | Adreça                                                                 | Foto               | Click per a pujar foto Click para subir foto |
| -------------------------------------------------------------------------- | -------------------- | ---------------------------------------------------------------------- | ------------------ | -------------------------------------------- |
| Biblioteca Pública Municipal d'Asp - Rubén Darío                           | Asp                  | c/ San José, 9                                                         | [[Fitxer:\|100px]] | Clica ací per a carregar la teua image       |
| Agència de Lectura Municipal del Fondó de les Neus                         | el Fondó de les Neus | c/ Vereda, 17                                                          | [[Fitxer:\|100px]] | Clica ací per a carregar la teua image       |
| Agència de Lectura Municipal d' el Fondó dels Frares                       | el Fondó dels Frares | c/ Juan Carlos I, 20, Escalera B                                       | [[Fitxer:\|100px]] | Clica ací per a carregar la teua image       |
| Biblioteca Pública Municipal d'el Pinós - Maxi Banegas                     | el Pinós             | Paseo Constitución, 66                                                 | [[Fitxer:\|100px]] | Clica ací per a carregar la teua image       |
| Agència de Lectura Municipal d'Elda - Plaça d'Espanya                      | Elda                 | Avda. Alfonso XIII, s/n, Barrio de las Trescientas. 03600 Elda         | [[Fitxer:\|100px]] | Clica ací per a carregar la teua image       |
| Biblioteca del Centre Asociat de la UNED d'Elda                            | Elda                 | Avda. de Chapí, 32, 3ª Planta. 03600 Elda                              | [[Fitxer:\|100px]] | Clica ací per a carregar la teua image       |
| Biblioteca de l'Institut Tecnològic del Calçat i Connexes d'Elda - INESCOP | Elda                 | Ctra. Elda - Monovar, s/n , Polígono Industrial Campo Alto. 03600 Elda | [[Fitxer:\|100px]] | Clica ací per a carregar la teua image       |
| Biblioteca Pública Municipal d'Elda - Alberto Navarro Pastor               | Elda                 | C/ Padre Manjón, 18. 03600 Elda                                        | [[Fitxer:\|100px]] | Clica ací per a carregar la teua image       |
| Biblioteca Pública Municipal d'Elda - Fundació Paurides González Vidal     | Elda                 | c/ del Cardenal Cisneros, 2 - 4                                        | [[Fitxer:\|100px]] | Clica ací per a carregar la teua image       |
| Punto de Lectura d'Elda - Mercado Central                                  | Elda                 | c/ Rey Juan Carlos I, 41, Mercado Central. Caseta 138                  | [[Fitxer:\|100px]] | Clica ací per a carregar la teua image       |
| Agència de Lectura Municipal d'Algueña                                     | l'Alguenya           | Plz. de la Concordia, s/n                                              | [[Fitxer:\|100px]] | Clica ací per a carregar la teua image       |
| Agència de Lectura Municipal de la Romana - Gómez Navarro                  | la Romana            | c/ Cervantes, 8                                                        | [[Fitxer:\|100px]] | Clica ací per a carregar la teua image       |
| Biblioteca Pública Municipal de Monforte del Cid                           | Montfort             | c/ de Juan de la Torre, 8                                              | [[Fitxer:\|100px]] | Clica ací per a carregar la teua image       |
| Biblioteca Pública Municipal de Monóvar                                    | Monòver              | c/ Maestro Don Joaquín, 8, Casa de Cultura                             | [[Fitxer:\|100px]] | Clica ací per a carregar la teua image       |
| Biblioteca Pública Municipal de Novelda - Jorge Juan                       | Novelda              | c/ Jaume II, 3, Centro Cultural Gómez Tortosa                          | [[Fitxer:\|100px]] | Clica ací per a carregar la teua image       |
| Biblioteca Pública Municipal de Petrer - Poeta Enrique Amat                | Petrer               | c/ Francisco López Pina, 4                                             | [[Fitxer:\|100px]] | Clica ací per a carregar la teua image       |
| Biblioteca Pública Municipal de Petrer - Poeta Paco Mollá                  | Petrer               | c/ San Bartolomé, 5                                                    | [[Fitxer:\|100px]] | Clica ací per a carregar la teua image       |